# Gran Premi d'Itàlia del 1951
Resultats del Gran Premi d'Itàlia de Fórmula 1 de la temporada 1951 disputat al circuit de Monza el 16 de setembre de 1951.

## Resultats
| Pos   | No | Pilot                 | Equip                | Voltes | Temps/ Retirada  | Pos. de sortida | Punts |
| ----- | -- | --------------------- | -------------------- | ------ | ---------------- | --------------- | ----- |
| 1     | 2  | Alberto Ascari        | Ferrari              | 80     | 2h 42' 39. 3     | 3               | 8     |
| 2     | 6  | José Froilán González | Ferrari              | 80     | + 24.6 s         | 4               | 6     |
| 3     | 40 | Felice Bonetto        | Alfa Romeo           | 79     | + 1 Volta        | 7               | 2     |
| Comp. | 40 | Nino Farina           | Alfa Romeo           |        |                  |                 | 3     |
| 4     | 4  | Luigi Villoresi       | Ferrari              | 79     | + 1 Volta        | 5               | 3     |
| 5     | 8  | Piero Taruffi         | Ferrari              | 78     | + 2 Voltes       | 6               | 2     |
| 6     | 48 | Andre Simon           | Simca - Gordini      | 74     | + 6 Voltes       | 11              |       |
| 7     | 18 | Louis Rosier          | Talbot-Lago - Talbot | 73     | + 7 Voltes       | 15              |       |
| 8     | 24 | Yves Giraud Cabantous | Talbot-Lago - Talbot | 72     | + 8 Voltes       | 14              |       |
| 9     | 44 | Franco Rol            | OSCA                 | 67     | + 13 Voltes      | 18              |       |
| Ret   | 38 | Juan Manuel Fangio    | Alfa Romeo           | 39     | Motor            | 1               |       |
| Ret   | 50 | Maurice Trintignant   | Simca - Gordini      | 29     | Motor            | 12              |       |
| Ret   | 46 | Robert Manzon         | Simca - Gordini      | 29     | Motor            | 13              |       |
| Ret   | 20 | Louis Chiron          | Talbot-Lago - Talbot | 23     | Encesa           | 17              |       |
| Ret   | 22 | Pierre Levegh         | Talbot-Lago - Talbot | 9      | Motor            | 20              |       |
| Ret   | 28 | Jacques Swaters       | Talbot-Lago - Talbot | 7      | Sobreescalfament | 22              |       |
| Ret   | 34 | Nino Farina           | Alfa Romeo           | 6      | Motor            | 2               |       |
| Ret   | 26 | Johnny Claes          | Talbot-Lago - Talbot | 4      | Bomba de l'oli   | 21              |       |
| Ret   | 36 | Toulo de Graffenried  | Alfa Romeo           | 1      | Compressor       | 9               |       |
| Ret   | 16 | Peter Whitehead       | Ferrari              | 1      | Magneto          | 19              |       |
| Ret   | 12 | Chico Landi           | Ferrari              | 0      | Transmissió      | 16              |       |
| NVS   | 30 | Reg Parnell           | BRM                  | 0      | No va sortir     | 8               |       |
| NVS   | 32 | Ken Richardson        | BRM                  | 10     | No va sortir     | 0               |       |

## Altres
- Pole: Juan Manuel Fangio 1' 53. 2

- Volta ràpida: Nino Farina 1' 56. 5 (a la volta 64)

- Cotxes compartits:
  - Cotxe Nº 40: Nino Farina (50 voltes) i Felice Bonetto (29 voltes). Van repartir-se els punts corresponents al seu tercer lloc.